# Лин (Канзас)
Лин (енгл. Linn) град је у америчкој савезној држави Канзас.

## Демографија
По попису из 2010. године број становника је 410, што је 15 (-3,5%) становника мање него 2000. године.
| Група             | 2000.       | 2010.       |
| Белци             | 423 (99,5%) | 349 (85,1%) |
| Афроамериканци    | 0 (0,0%)    | 5 (1,2%)    |
| Азијати           | 0 (0,0%)    | 0 (0,0%)    |
| Хиспаноамериканци | 2 (0,5%)    | 51 (12,4%)  |
| Укупно            | 425         | 410         |